# All That Remains (banda)
All That Remains é uma banda norte-americana de metalcore, formada em 1998 em Springfield, Massachusetts. Eles lançaram nove álbuns de estúdio, um CD e um DVD ao vivo, e venderam mais de um milhão de discos em todo o mundo. O grupo atualmente é composto pelo vocalista Philip Labonte, o guitarrista rítmico Mike Martin, o ex-baterista do Diecast Jason Costa, o baixista Aaron Patrick e o guitarrista Jason Richardson, com Labonte sendo o último membro original remanescente. Apesar disso, a formação da banda manteve-se consistente desde o lançamento de Overcome de 2008 até The Order of Things de 2015, abrangendo quatro álbuns. Essa formação mudou, no entanto, em setembro de 2015, quando a baixista de longa data Jeanne Sagan deixou a banda, com Patrick tomando seu lugar e novamente em 5 de fevereiro de 2019, quando a banda confirmou que Jason Richardson se juntaria à banda para substituir o falecido guitarrista principal e membro original, Oli Herbert.

## História

### Formação, álbum de estréia eThis Darkened Heart(1998-2005)
Phil Labonte foi um dos fundadores originais, o vocalista do Shadows Fall apareceu no álbum cult classic e Somber Eyes to the Sky. Depois de ser convidado a sair, Phil pensou em criar uma nova banda e, portanto, se formou o All That Remains. Phil foi conhecido por morar em Boston, como  Widow Sunday, Bury Your Dead, e Cannae. A banda lançou seu primeiro álbum, Behind Silence and Solitude em 26 de março de 2002 através da Prosthetic Records. O estilo do álbum difere do seu metalcore, atual estilo musical, e mais proeminente contém elementos de death metal melódico. Foi também o único lançamento da banda com os membros originais Dan Bartlett e Chris Egan.
Seu segundo álbum, This Darkened Heart foi lançado em 23 de março de 2004, pela Prosthetic Records. Produzido pelo guitarrista do Killswitch Engage, Adam Dutkiewicz, o álbum contou com produção melhor em comparação ao seu antecessor. Os três singles que foram lançados a partir do álbum são "This Darkened Heart", "Tattered on My Sleeve" e "The Deepest Gray".

### The Fall of Ideals(2006-2008)
O seu terceiro álbum The Fall of Ideals foi lançado em 11 de julho de 2006 através da Prosthetic Records. Mais uma vez, o álbum foi produzido por Adam Dutkiewicz. Esse álbum é considerado por ser a obra que trouxe todo o sucesso que a banda tem hoje, chegou até a entrar na Billboard 200 no número 75, vendendo 13 mil cópias em sua primeira semana. "This Calling" foi lançado como primeiro single do álbum. Foram criados dois videos da canção, com uma incorporação de imagens de Saw III (pois a canção é trilha sonora do filme). Um vídeo da música foi feito para o segundo single do álbum "The Air That I Breathe". A banda também tocou no Ozzfest de 2006. A música "Six" é apresentada no Guitar Hero II. Em 20 de junho de 2007, foi anunciado que The Fall of Ideals superou 100 mil vendas nos Estados Unidos. Um vídeo do terceiro single "Not Alone" foi filmado em 4 de julho e foi lançado em 10 de setembro de 2007. Em 2007, eles tocaram no Wacken Open Air em Wacken, Alemanha. Em 30 de novembro de 2007, All That Remains lançou um DVD contendo apresentações ao vivo e clipes de músicas, intitulado All That Remains: Live.
No início de 2008, All That Remains embarcou em uma turnê com o apoio de Chimaira e Black Tide e com Divine Heresy e Light This City como bandas de abertura da turnê. A banda Five Finger Death Punch deveria tocar originalmente, mas caiu fora antes da turnê começar, devido a problemas vocais. Mais tarde naquele verão All That Remains tocou no Vans Warped Tour.

### Overcome(2008-2010)
A banda visitou Audiohammer Studios em maio de 2008 para gravar seu quarto álbum de estúdio, intitulado Overcome, com o produtor Jason Suecof. O álbum foi lançado em 16 de setembro de 2008, com os críticos dando-lhe críticas mistas devido ao seu som mais mainstream, muitos alegando que a banda colocou o foco em melodias capciosas, em vez de técnicos riffs de heavy metal. A canção "Chiron" o primeiro single do álbum e um vídeo foi produzido por ele. Dois singles do álbum ("Chiron" e "Two Weeks") também foram liberados para o Rock Band como conteúdo para download, junto com "This Calling". A banda lançou um vídeo de "Two Weeks", em outubro. "Two Weeks", também foi caracterizado como um download gratuito pode ser jogado no popular jogo do iPhone OS, Tap Tap Revenge 2. Em 10 de junho, All That Remains fez turnê, começou no Rockstar e Mayhem Festival, tocando no palco junto com Jägermeister, God Forbid, headliners e Trivium.
Em 12 de abril de 2009, Phil Labonte postou em seu Twitter que ele estava gravando alguma coisa no estúdio no mesmo dia com Oli Mike, um tipo de versão acústica de "Forever in Your Hands".
Em 29 de junho de 2009, o baterista Jason Costa quebrou a mão. A banda recrutou o baterista Tony Laureano, que é famoso por seu trabalho com Dimmu Borgir e Nile em turnê com eles ao longo de 2009 Rockstar Energy e Mayhem Festival.
Em 29 de setembro de 2009, All That Remains anunciou a "The Napalm & Noise Tour", que terá lugar de 23 de novembro e  21 de dezembro. Eles tocaram com  The Devil Wears Prada, e foram apoiados por Story of the Year e Haste the Day.
Em 7 de outubro de 2009, All That Remains lançou o videoclipe para o single "Forever in Your Hands". Também lançado neste dia foi um download gratuito da faixa bônus no Japão "Frozen" do Overcome.
A obra Overcome foi vencedora do 9º Prêmio Anual de Música Independente: Melhor Álbum Rock Hard / Metal.

### For We Are Many(2010-2011)
All That Remains anunciou que a criação do seu quinto álbum começou em abril de 2010. A banda confirmou mais tarde que ele seria liberado no final do ano, com Adam Dutkiewicz como o produtor escolhido.
Em 8 de junho de 2010, All That Remains tocou a faixa-título "For We Are Many" durante um show em Burlington, VT, sob o título provisório de "Dem Trims". De 18 de agosto a 6 de setembro, um download gratuito da faixa título, "For We Are Many", está disponível no site da banda, e também o single "Hold On" do álbum em 27 de agosto.
O lançamento oficial do álbum For We Are Many ocorreu no dia 12 de outubro de 2010.

### A War You Cannot Win(2012-presente)
Em 25 de janeiro de 2012, o vocalista Phillip Labonte afirmou via Facebook que a banda estava trabalhando em um novo álbum. Em 21 de junho, eles revelaram que seu sexto álbum de estúdio foi intitulado A War You Cannot Win.
Em 13 de agosto de 2012, Philip Labonte enviou a música "Down Through the Ages" ao YouTube.
Em 29 de agosto, All That Remains enviou a música "Stand Up" ao YouTube.
O lançamento oficial do álbum do A War You Cannot Win ocorreu em 6 de novembro 2012.

## Membros

### Atuais
- Philip Labonte – Vocal (1998–presente)
- Jason Richardson – Guitarra solo (2018-presente)
- Mike Martin – Guitarra base (2004–presente)
- Aaron Patrick – Baixo (2015–presente)
- Jason Costa – Bateria (2007–presente) (ex-Diecast)

### Ex-membros
- Jeanne Sagan – Baixo (2006–2015)
- Chris Bartlett – Guitarra (1998–2004)
- Matt Deis – Baixo (2003–2004) (ex-CKY)
- Mike Bartlett – Bateria (1998–2006)
- Shannon Lucas – Bateria (2006) (ex-The Black Dahlia Murder)
- Dan Egan – Baixo (1998–2003)

- Josh Venn – Baixo
- Colin Conway – Bateria (ao vivo) (ex-Frozen)
- Tim Yeung – Bateria (ao vivo)
- Oli Herbert – guitarra solo (1998–2018; falecido em 2018)

## Discografia

### Álbuns
- Behind Silence and Solitude (2002)
- This Darkened Heart (2004)
- The Fall of Ideals (2006)
- Overcome (2008)
- For We Are Many (2010)
- A War You Cannot Win (2012)
- The Order of Things (2015)
- Madness (2017)
- Victim of the New Disease (2018)

### Álbuns ao vivo
| Ano  | Detalhes do álbum                                                                             |
| ---- | --------------------------------------------------------------------------------------------- |
| 2007 | All That Remains: Live - Lançado: 30 de outubro, 2007 - Gravadora: Prosthetic - Formatos: DVD |

### Singles
| Ano                                           | Música                     | Posições | Posições | Posições | Álbum                |
| Ano                                           | Música                     | US Alt.  | US Main. | US Rock  | Álbum                |
| --------------------------------------------- | -------------------------- | -------- | -------- | -------- | -------------------- |
| 2004                                          | "The Deepest Gray"         | —        | —        | —        | This Darkened Heart  |
| 2004                                          | "This Darkened Heart"      | —        | —        | —        | This Darkened Heart  |
| 2005                                          | "Tattered on My Sleeve"    | —        | —        | —        | This Darkened Heart  |
| 2006                                          | "This Calling"             | —        | —        | —        | The Fall of Ideals   |
| 2006                                          | "The Air That I Breathe"   | —        | —        | —        | The Fall of Ideals   |
| 2007                                          | "Not Alone"                | —        | —        | —        | The Fall of Ideals   |
| 2008                                          | "Chiron"                   | —        | —        | —        | Overcome             |
| 2008                                          | "Two Weeks"                | 38       | 9        | 41       | Overcome             |
| 2009                                          | "Forever In Your Hands"    | —        | 14       | 33       | Overcome             |
| 2010                                          | "Hold On"                  | —        | 10       | 27       | For We Are Many      |
| 2011                                          | "The Last Time"            | —        | 8        | 25       | For We Are Many      |
| 2011                                          | "The Waiting One"          | —        | 5        | 27       | For We Are Many      |
| 2012                                          | "Down Through the Ages"    | —        | —        | —        | A War You Cannot Win |
| 2012                                          | "Stand Up"                 | —        | 15       | 1        | A War You Cannot Win |
| 2012                                          | "You Can't Fill My Shadow" | —        | —        | —        | A War You Cannot Win |
| 2013                                          | "Asking too Much"          | —        | 8        | 3        | A War You Cannot Win |
| 2013                                          | "What If I Was Nothing?"   | —        | —        | 1        | A War You Cannot Win |
| “—” indica que as posições são desconhecidas. |                            |          |          |          |                      |

### Vídeos
| Ano  | Música                  | Diretor              |
| ---- | ----------------------- | -------------------- |
| 2004 | "The Deepest Grey"      | Ian McFarland        |
| 2004 | "This Darkened Heart"   | Dale Resteghini      |
| 2004 | "Tattered On My Sleeve" | David Brodsky        |
| 2006 | "This Calling"          | Frankie Nasso        |
| 2006 | "The Air I Breathe"     | Darren Doane         |
| 2006 | "Not Alone"             | Soren Kragh-Jacobsen |
| 2008 | "Chiron"                | Brian Thompson       |
| 2008 | "Two Weeks"             | Brian Thompson       |
| 2008 | "Forever In Your Hands" | David Brodsky        |
| 2010 | "Hold On"               | Ramon Boutviseth     |
| 2010 | "The Last Time"         | Nathan Cox           |
| 2012 | "Stand Up"              | P.R. Brown           |

### Aparições
- A música "Six" é uma faixa bônus no jogo Guitar Hero II.
- A música "This Calling" é a trilha sonora do filme Saw III.
- A música "Chiron" aparece no jogo Rock Band 2, assim como "Two Weeks" e "This Calling". todos por PSN ou XBOX LIVE.
- A música "Dark Star" é uma música da soprano finladesa Tarja Turunen com a participação especial de Phill Labonte.